# František Stupka
František Stupka (18. ledna 1879, Tedražice – 24. listopadu 1965, Praha) byl český dirigent, houslista a pedagog. 

## Život
František Stupka se narodil v malé pošumavské vesnici Tedražice u Sušice jako nejstarší ze třinácti dětí Jakuba Stupky, lidového muzikanta, hráče na křídlovku v cirkusovém orchestru a továrního dělníka. Dětství trávil u příbuzných v Nalžovských Horách, kde se naučil základům hry na housle.  Od roku 1888 bydlel s rodiči v rakouském městě Steyr. Pokračoval v hudební výuce a po čtyřech letech se stal členem městské kapely, v níž hrával na housle a činely. Vyučil se kovářem, ale chtěl se raději věnovat hudbě, a proto si v roce 1895 podal přihlášku na Pražskou konzervatoř. Byl přijat do houslové třídy  a od třetího ročníku byl žákem Otakara Ševčíka. Konzervatoř absolvoval v roce 1901.
Od roku 1902 vyučoval  na hudební škole v Oděse. Když byla v roce 1913 povýšena na konzervatoř, byl jmenován profesorem houslové třídy.  Založil smyčcové kvarteto ve složení Jaroslav Kocian, František Stupka, Josef Perman a Ladislav Zelenka, které dosáhlo velké úspěchy i v jiných ruských městech. Podílel se také na založení Oděsské filharmonie a působil i jako dirigent.
V roce 1919 byl angažován jako druhý dirigent České filharmonie, spolupracovník Václava Talicha. V letech 1925–1931 zároveň vyučoval na Pražské konzervatoři hře na violu a občas hrával jako druhý violista na koncertech Českého kvarteta. V České filharmonii aktivně působil do roku 1939, během válečných let se stáhl do ústraní. 
V roce 1946 byl vyzván, aby  pomohl překonat potíže, se kterými se potýkala nově založená Moravská filharmonie v Olomouci. František Stupka přijal a v letech 1946–1956 byl hlavním dirigentem a uměleckým ředitelem tohoto souboru, který se pod jeho vedením  stabilizoval a umělecky zkvalitnil. Interpret zvláště děl Bedřicha Smetany, Antonína Dvořáka, Leoše Janáčka a Petra Iljiče Čajkovského. V té době od roku 1947 do roku 1951 také působil jako profesor Janáčkovy akademie múzických umění v Brně.Od roku 1956 byl zvláštním poradcem České filharmonie pro otázky umělecké. Jako hostující dirigent František Stupka  příležitostně vystupoval s různými hudebními tělesy i po odchodu do důchodu.  Poslední koncert s Moravskou filharmonií řídil v září 1965. 
Zemřel 24. listopadu 1965. Pohřben je v Praze na Vyšehradském hřbitově, hrob č. 11-69. Bronzová busta je dílem sochaře Karla Otáhala.
V Olomouci a v Praze 7, Holešovicích jsou ulice, které nesou jeho jméno – Stupkova. Na domě v Praze 7, Osadní ulici, kde František Stupka bydlel, je instalována pamětní deska. František Stupka se celý život rád vracel do rodného kraje a podporoval hudební život regionu. V roce 1965 mu město Sušice udělilo čestné občanství, jeho jméno nese umělecká škola a na náměstí je umístěna pamětní deska s bronzovým reliéfem.

## Ocenění
- 1954 titul zasloužilý umělec
- 1965 titul národní umělec (in memoriam)
- 1964 Řád práce